# Talvegue
Talvegue (do alemão Talweg, que significa «caminho do vale») é a linha ou curva que se encontra na parte mais profunda de um vale ou rio.

## Uso no direito internacional

### Delimitação fronteiriça
Muitas vezes faz-se referência a talvegues quando se trata de fixar a linha de fronteira sobre um curso de água ou quando se deseja saber num encontro de rios qual é o afluente, sendo o rio que obtiver o talvegue mais profundo considerado o rio «mãe», ou principal, enquanto os outros serão considerados seus afluentes. 
Considerando isso, várias disputas por posse de ilhas fluviais levam em conta o talvegue, como ocorreu com a ilha Kasikili (ou Sedudu), entre Botsuana e Namíbia, que em virtude do talvegue passou em 1999 ao domínio botsuano. Outro exemplo de fronteira baseada em talvegue é a traçada entre o Brasil e a Guiana Francesa, a qual define que o limite fluvial entre os dois países é o leito mais profundo do rio Oiapoque desde sua nascente principal na serra do Tumucumaque até sua foz, no oceano Atlântico. Tal fronteira está assim caracterizada desde 1962.

### Conceito jurídico de talvegue
A definição do que é um talvegue juridicamente não é tão simples, pois há muitas variáveis envolvidas, principalmente em virtude da falta de uniformidade nos tratados de fronteira, decisões judiciais e escritos jurídicos nos quais a referência feita ao talvegue é, em geral, como «a fronteira fluvial entre dois países».
Entretanto, grosso modo, as definições são de dois tipos: (a) aquelas em que o talvegue é referido como o canal navegável do rio, e (b) aquelas em que o conceito se refere ao ponto mais fundo do rio. A maioria dos autores, contudo, referem-se a talvegue como o ponto mais fundo do leito de um rio. O principal mérito dessa definição é que ela permite uma delimitação precisa da fronteira, evitando-se assim considerar como talvegue eventuais poços em partes isoladas mais fundas de rios, é necessário que a definição estipule que o talvegue siga a linha contínua do leito mais profundo.
A citação do autor Kristian Gleditsch, no livro Rivers as International Boudaries (1952), dá um bom exemplo da precisão de tal conceito:
«(...) [talvegue é] a linha na qual o último veio d’água seguiria no leito completo de um rio caso este estivesse em seca gradual até finalmente desaparecer completamente.»
O outro grupo de definições são mais consoantes ao termo original alemão Talweg, já que enfatizam o elemento navegação ou navegabilidade de um rio, que é a base do referido conceito.